# Werner Zschiesche
Hermann Werner Zschiesche (* 6. April 1903 in Dresden; † 5. August 1947 in Münster) war ein deutscher Ruderer.

## Biografie
Werner Zschiesche gewann zusammen mit Heinrich Zänker, Günther Roll und Wolfgang Goedecke die Silbermedaille im Vierer ohne Steuermann beim Deutschen Meisterschaftsrudern 1927. Mit der gleichen Besatzung trat das Boot bei den Olympischen Sommerspielen 1928 in Amsterdam an, wo es im Viertelfinale ausschied.